# (434) Hungaria
(434) Hungaria − relatywnie mała planetoida z pasa głównego asteroid.

## Odkrycie
Została odkryta 11 września 1898 roku w Landessternwarte Heidelberg-Königstuhl w Heidelbergu przez Maxa Wolfa. Nazwa planetoidy pochodzi od łacińskiej nazwy Węgier. Przed jej nadaniem planetoida nosiła oznaczenie tymczasowe (434) 1898 DR.

## Orbita
(434) Hungaria okrąża Słońce w ciągu 2 lat i 260 dni  w średniej odległości 1,94 j.a. Od niej pochodzi nazwa rodziny planetoidy Hungaria, która orbituje wokół Słońca wewnątrz przerwy Kirkwooda o rezonansie 4:1 z Jowiszem pozostając poza centralną częścią pasa głównego planetoid.